# Dimorfism (cristalografie)
În cristalografie, dimorfismul este acea proprietatea a unor minerale de a prezenta aceeași compoziție chimică dar forme diferite de cristalizare. În sens larg, fenomenul poate fi întâlnit și la alte substanțe chimice, nu neapărat minerale. Este un caz particular de polimorfism, când numărul variațiunilor polimorfe este limitat la doi.
Un exemplu este constituit de către thorit (tetragonal) și huttonit (monoclinic), ambele cu formula chimică idealizată ThSiO4.